# Dicranomyia acerba
Dicranomyia acerba là một loài ruồi trong họ Limoniidae. Chúng phân bố ở miền Tân bắc.